# Dürnstein (Herrschaft)
Die Herrschaft Dürnstein war eine Grundherrschaft im Viertel ober dem Manhartsberg im Erzherzogtum Österreich unter der Enns, dem heutigen Niederösterreich.

## Ausdehnung
Die Herrschaft umfasste zuletzt die Ortsobrigkeit über Dürnstein, Rothenhof, Weissenkirchen, Joching, Wösendorf, St. Michael, Weinzierl am Walde, Stixendorf und Dürnsteiner Waldhütten. Der Sitz der Verwaltung befand sich in Dürnstein.

## Geschichte
Letzter Inhaber der Familienfideikommissherrschaft war Fürst Georg Adam von Starhemberg (1785–1860). Die Herrschaft wurde als Folge der Reformen 1848/1849 aufgelöst.